# Supraconducteur à base de fer

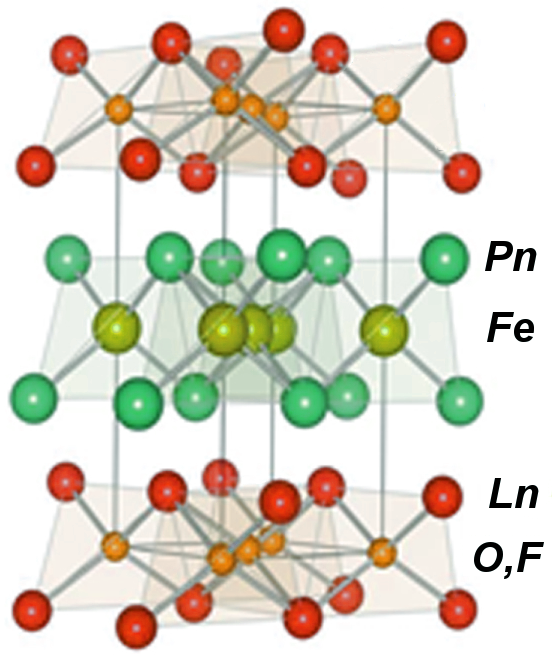
Structure cristalline de LnFeAsOF, un composé ferropnicture de type 1111. Ln = lanthanide (La, Ce, Yb, Nd, Gd, Sm, etc.), Pn = pnictogène (As, P, N, Bi, etc.)

Les supraconducteurs à base de fer (FeSC) sont des composés chimiques contenant du fer dont les propriétés supraconductrices ont été découvertes en 2006,.
Ce type de supraconducteurs est basé sur des couches conductrices de fer et d'un pnictogène (éléments chimiques du groupe 15 du tableau périodique) et pourrait être la nouvelle génération de supraconducteurs à haute température.